# Hydrillodes metisilis
Hydrillodes metisilis là một loài bướm đêm trong họ Noctuidae.